# Athyone
Athyone is een geslacht van zeekomkommers uit de familie Sclerodactylidae. De wetenschappelijke naam van het geslacht werd in 1941 voorgesteld door Elisabeth Deichmann.

## Soorten
- Athyone exila Cherbonnier, 1988
- Athyone glasselli (Deichmann, 1936)
- Athyone maculisparsa Cherbonnier, 1988